# Jeleń (dopływ Tanwi)
Jeleń – struga na granicy Roztocza Środkowego i Równiny Biłgorajskiej, prawy dopływ Tanwi.
Jeleń bierze początek w zbiorniku wodnym zwanym Morskim Okiem w Suścu, zasilanym źródłem szczelinowo-warstwowym. Płynie na południowy zachód V-kształtną, wąską i krętą doliną o stromych zboczach, wykazującą cechy doliny górskiej. W środkowym odcinku, na 4. kilometrze biegu spływa z liczącego 1,52 m wysokości oraz 9,2 m szerokości progu skalnego, tworząc największy wodospad w strefie krawędziowej Roztocza, chroniony jako pomnik przyrody (Wodospad na Jeleniu). W pobliżu tego miejsca znajduje się jeszcze kilka mniejszych progów rzecznych. W wodach Jelenia żyją ryby: pstrąg potokowy oraz lipień.
Uchodzi do Tanwi u podnóża wzniesienia Kościółek, na szczycie którego znajduje się grodzisko, a w XVIII w. istniał greckokatolicki klasztor bazylianów.

## Szlaki turystyczne
Szlak Szumów na odcinku Susiec – Rebizanty (Huta Szumy); prowadzi wzdłuż doliny, mijając wodospady
 Szlak Południowy na odcinku Susiec – Rebizanty; od Suśca do największego wodospadu biegnie wraz z niebieskim
 Szlak Walk Partyzanckich na odcinku Susiec – Borowe Młyny; w pobliżu Kościółka i ujścia Jelenia wiedzie razem z niebieskim
 Szlak Krawędziowy na odcinku Susiec – Oseredek; na krótkim fragmencie w pobliżu Suśca razem z niebieskim.

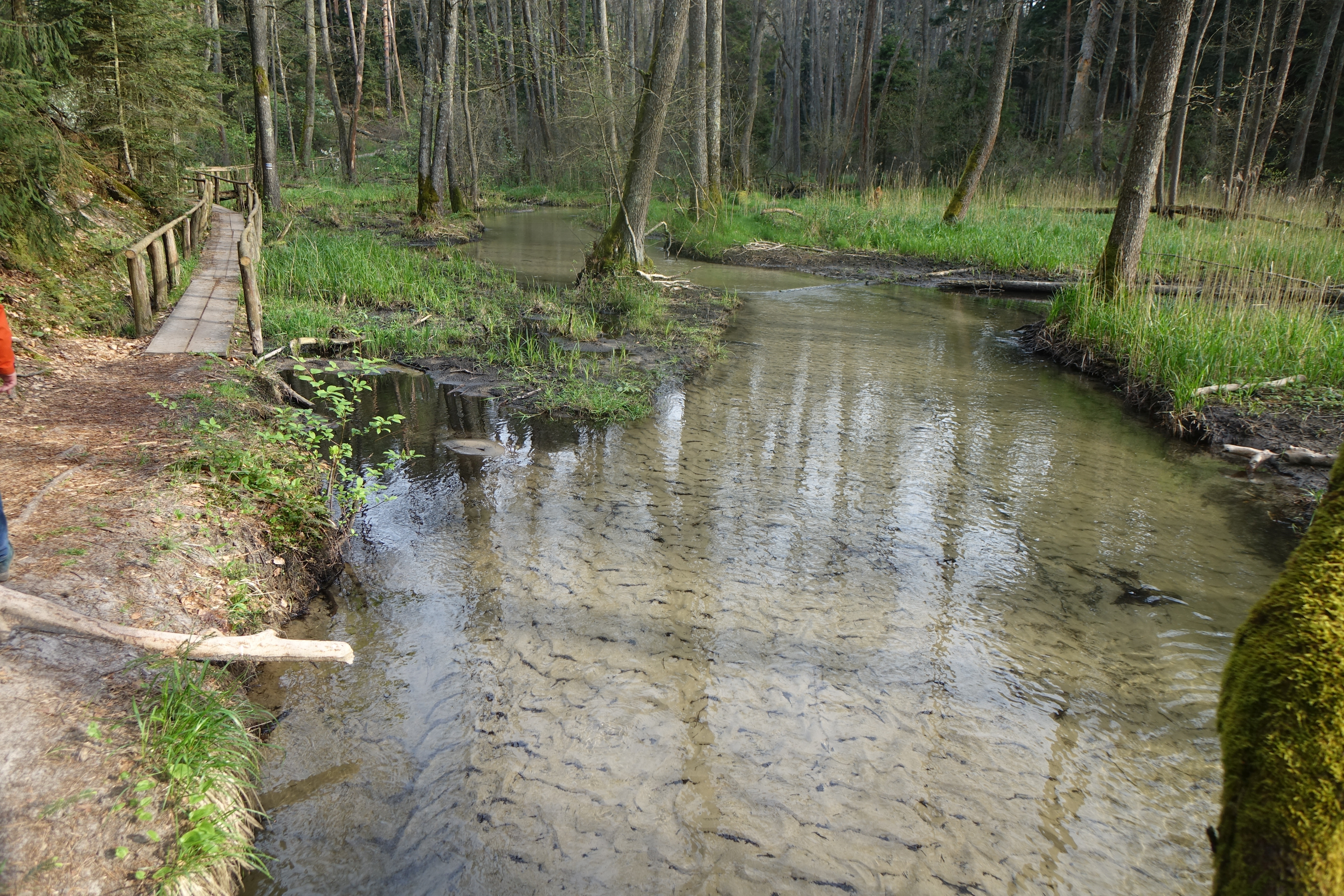
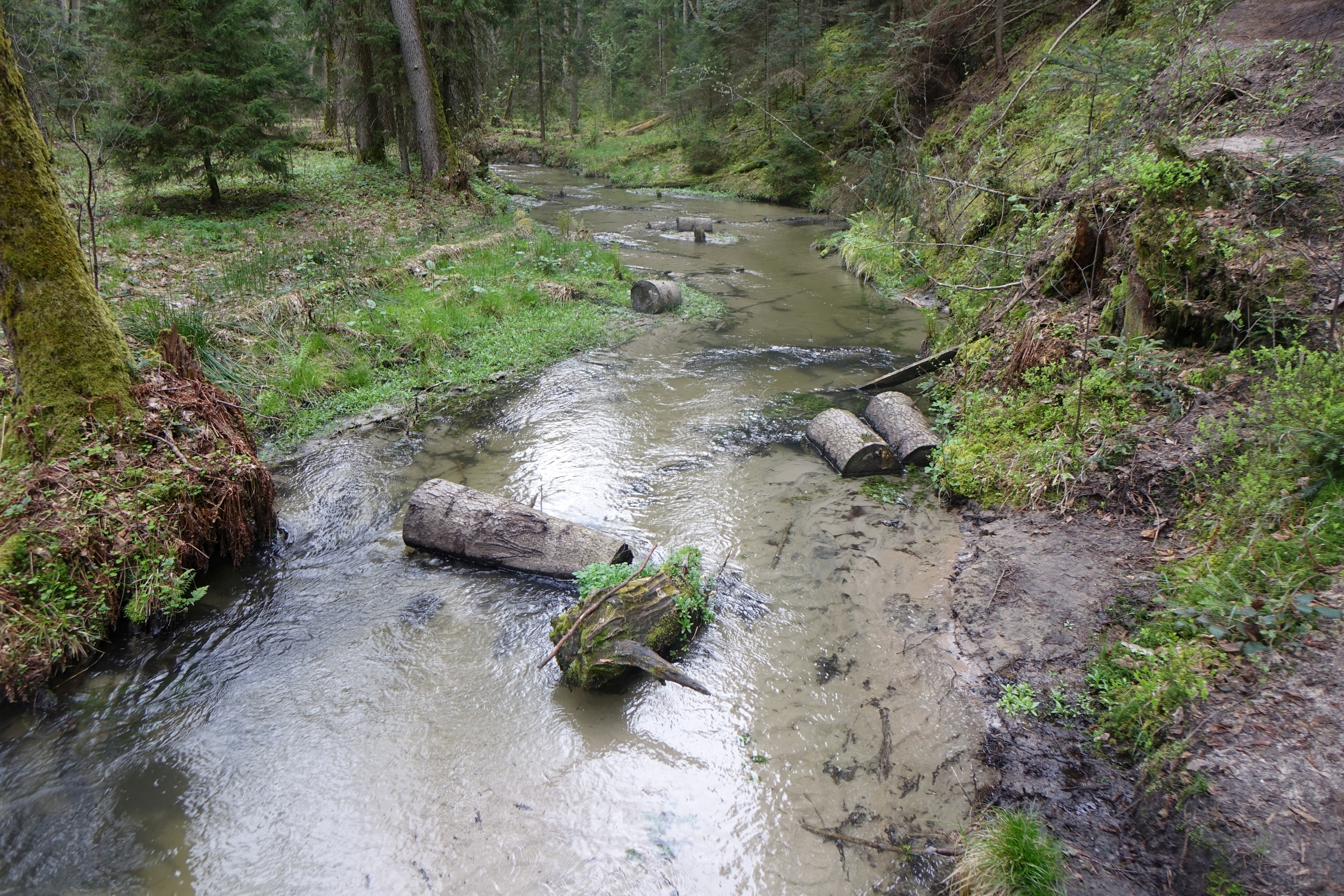
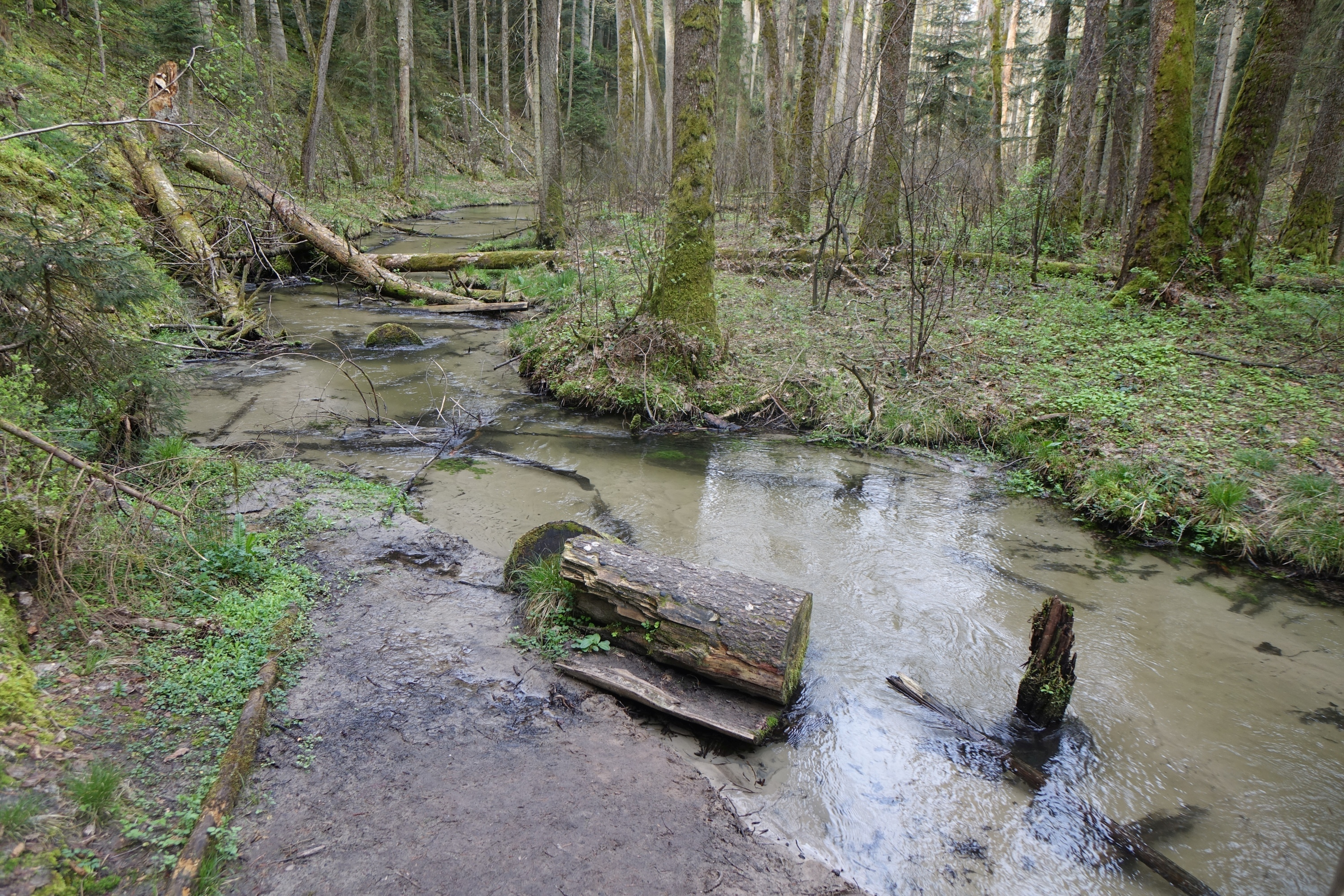

- Największy wodospad na Jeleniu